# Nexus (fribrottning)

Nexus logo.

Nexus var ett fribrottningslag som tävlade i World Wrestling Entertainments RAW mellan juni 2010 och augusti 2011. Lagets sammansättning ändrades under dess livstid; den enda fribrottare som var med hela tiden var David Otunga. Bland de andra medlemmarna fanns bland andra Husky Harris, Wade Barett, Justin Gabriel och Darren Young. 

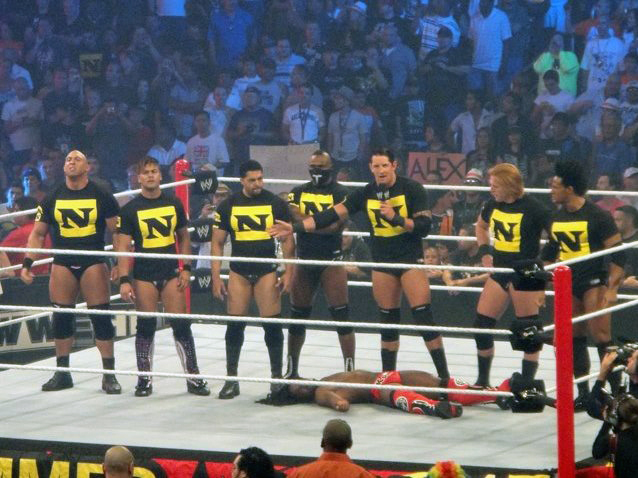
Ett gäng Nexusbrottare 2010.